# Parachutes
《Parachutes》는 영국의 록 밴드 콜드플레이의 데뷔 스튜디오 음반이고, 2000년 7월 10일 영국의 팔로폰에 의해 발매되었다. 이 음반은 크리스 앨리슨이 프로듀싱한 곡 〈High Speed〉를 제외한 이 밴드와 영국의 음반 프로듀서인 켄 넬슨이 프로듀싱을 맡았다. 《Parachutes》는 히트곡인 〈Shiver〉, 〈Yellow〉, 〈Trouble〉, 〈Don't Panic〉을 탄생시켰다.
그 음반은 상업적인 성공을 거두었고 긍정적인 평을 받았다. 발매 즉시, 이 음반은 영국에서 빠르게 1위에 올랐고, 그 이후 8배인 플래티넘 인증을 받았다. 미국에서는 이 음반이 빌보드 200에서 51위로 정점을 찍었고 그 이후 더블 플래티넘 인증을 받았다. 2002년 그래미상 최우수 얼터너티브 뮤직 앨범상을 수상했으며, 발매 이후 이 밴드의 다양한 상을 받았다. 《Parachutes》는 영국에서도 21세기 열아홉 번째 베스트셀러 음반으로 2001년 브릿 어워드에서 베스트 브리티시 앨범상을 수상했다. 2011년 기준으로, 이 음반은 전세계적으로 약 850만장이 팔렸다.

## 곡 목록
1. "Don't Panic" - 2:16
2. "Shiver" - 4:59
3. "Spies" - 5:18
4. "Sparks" - 3:47
5. "Yellow" - 4:29
6. "Trouble" - 4:30
7. "Parachutes" - 0:46
8. "High Speed" - 4:14
9. "We Never Change" - 4:09
10. "Everything's Not Lost" - 7:16